# لارس أريكسون (مغني)
لارس أريكسون (بالسويدية: Lars Eriksson)‏ هو مغني سويدي، ولد في 1 أبريل 1980.

## وصلات خارجية
- الموقع الرسمي
- لارس أريكسون على موقع ميوزك برينز (الإنجليزية)
- لارس أريكسون على موقع ديسكوغز (الإنجليزية)